# Allophrynidae
Allophrynidae – monotypowa rodzina płazów z rzędu płazów bezogonowych (Anura).

## Zasięg występowania
Rodzina obejmuje gatunki występujące w niegórskiej części południowej Wenezueli, przez Gujanę, Gujanę Francuską i Surinam do środkowej Brazylii (Rondônia, Amapá, Pará, Amazonas, północne Mato Grosso i Roraima), a być może do sąsiedniej Boliwii; przypuszczalnie również we wschodniej Kolumbii.

## Systematyka
Rodzaj zdefiniowała w 1926 roku amerykańska herpetolożka Helen Beulah Thompson Gaige w artykule poświęconym nowym żabom Gujany opublikowanym na łamach Occasional Papers of the Museum of Zoology, University of Michigan. Gatunkiem typowym jest (oryginalne oznaczenie) Allophryne ruthveni.

### Etymologia
Allophryne: gr. αλλος allos ‘inny’; φρυνη phrunē, φρυνης phrunēs ‘ropucha’.

### Podział systematyczny
Do rodziny należy jeden rodzaj – Allophryne Gaige, 1926 – z następującymi gatunkami:
- Allophryne relicta Caramaschi, Orrico, Faivovich, Dias & Solé, 2013
- Allophryne resplendens Castroviejo-Fisher, Pérez-Peña, Padial & Guayasamin, 2012
- Allophryne ruthveni Gaige, 1926